# Call of Duty: Elite
Call of Duty Elite is een online dienst voor Call of Duty: Modern Warfare 3 en Call of Duty: Black Ops II. Het geeft statistieken weer voor de verschillende spellen en is het fundament van toernooien binnen deze games. Naast deze functies diende het voor Modern Warfare 3 ook als platform voor de downloadbare inhoud (dlc), wanneer men een premium Elite-account had kon men gratis alle dlc verkrijgen. In Black Ops II gebeurt dit echter via Season Passes en is de mogelijkheid om premium-lid te worden komen vervallen.